# Jackie (1921)
Jackie (Brasil: A Dançarina ) é um filme norte-americano de 1921, do gênero drama, dirigido por John Ford. O filme é considerado perdido.

## Elenco
- Shirley Mason - Jackie
- William Scott - Mervyn Carter
- Harry Carter - Bill Bowman
- George Stone - Benny
- John Cook - Winter
- Elsie Bambrick - Millie